# Брэй Уайатт
Уи́ндем Ло́уренс Роту́нда (англ. Windham Lawrence Rotunda, 23 мая 1987, Бруксвилл, Флорида — 24 августа 2023, Клермонт, Флорида) — американский профессиональный рестлер. Наиболее известен своими выступлениями в крупнейшем американским реслинг-промоушеном World Wrestling Entertainment (WWE) под именем Брэй Уайатт (англ. Bray Wyatt).
Ротунда — рестлер в третьем поколении, шедший по стопам деда Блэкджека Маллигана, отца Майка Ротунды и двух своих дядей — Барри и Кендалла Уиндемов. Его младший брат Тейлор Ротунда также рестлер, наиболее известный как Бо Даллас. Вместе со своим братом он дважды выигрывал титул командных чемпионов Флориды FCW, в подготовительной организации WWE Florida Championship Wrestling (FCW), где он выступал под разными именами с 2008 по 2012 год. С 2010 по 2011 год он недолго выступал в основном ростере WWE под именем Хаски Харрис (англ. Husky Harris), в основном в составе группировки The Nexus.
После возвращения в подготовительную систему WWE Ротунда получил образ Брэя Уайатта, злодейского лидера культа «Семья Уайатта», и в 2013 году эта группировка дебютировала в основном ростере. Он стал трёхкратным чемпионом мира в WWE: один раз став чемпионом WWE и дважды — чемпионом Вселенной WWE. Он также по одному разу владел командным чемпионством WWE SmackDown (с Люком Харпером и Рэнди Ортоном по правилу «Вольных птиц») и командным чемпионством WWE Raw (с Мэттом Харди).
Взяв перерыв в августе 2018 года, Уайатт вернулся в WWE в апреле 2019 года с новым образом. Изображаемый как страдающий от диссоциативного расстройства идентичности, он произвольно переключался между двумя персонажами: своей «хорошей стороной» ведущего детского телешоу в стиле Мистера Роджерса, и «плохой стороной» — гротескного клоуна-монстра Изверга (англ. The Fiend) в стиле фильмов ужасов.
Уайатт был освобождён от контракта WWE в июле 2021 года, но вернулся в октябре 2022 года, где выступал до своей скоропостижной смерти 24 августа 2023 года.

## Карьера в рестлинге

### World Wrestling Entertainment / WWE

#### Подготовительные площадки (2009—2010)
Ротунда дебютировал на ринге в тёмном матче на эпизоде Florida Championship Wrestling (FCW) от 5 февраля 2009 года, победив Брайана Джосси. Дебютировал на телевидении в апреле 2009 года под именем Алекс Ротундо. Позже он изменил своё имя на Дюк Ротундо. В июне 2009 года он начал работать в команде со своим братом Бо. На телевизионном шоу FCW от 23 июля братья Ротундо победили The Dude Busters (Кейлен Крофт и Трент Барретта) и стали претендентами № 1 на титул командных чемпионов Флориды FCW. В тот же вечер они победили Джастина Энджела и Криса Логана и завоевали титул командных чемпионов. В дальнейшем они удержали титул, победив Дилана Клейна и Вэнса Арчера, а также команду Курта Хокинса и Хита Слейтера. На телевизионном шоу FCW от 19 ноября братья Ротундо уступили чемпионство команде The Dude Busters.
2 июня 2010 года он присоединился к NXT под именем Хаски Харрис, а Коди Роудс стал его наставником. Харрис дебютировал на ринге на следующей неделе в эпизоде NXT от 8 июня, участвуя вместе с Роудсом в матче против Монтела Вонтавиуса Портера (MVP) и Перси Уотсона, который они проиграли. В эпизоде NXT от 22 июня Харрис стал хилом, напав на комментатора Мэтта Страйкера. На следующей неделе на NXT Харрис проиграл MVP в одиночном матче и занял седьмое место из восьми новичков в первом опросе. Во втором опросе Харрис поднялся на шестое место, едва избежав выбывания. 9 августа на шоу Raw новички встретились в командном матче шести человек, который выиграла команда Харриса, когда он удержал Кавала, но на следующий день его команда проиграла матч-реванш на шоу NXT. В опросе, проведённом в тот же вечер, Харрис поднялся на четвёртое место среди шести новичков. Харрис был одним из двух новичков, исключённых из NXT 17 августа. После его исключения Харрис и Роудс напали на Кавала, что привело к драке, в которой также участвовали MVP и Кофи Кингстон. Харрис вновь появился в финале сезона NXT вместе с другими исключёнными новичками и присоединился к нападению на победителя NXT — Кавала.
Во время пребывания в NXT Ротунда продолжал выступать в FCW, сохранив за собой имя Хаски Харрис. В сентябре 2010 года после ухода из NXT Харрис начал вражду в FCW с Перси Уотсоном, когда напал на него, участвовавшего с ним в командном матче, в результате чего Уотсон был удержан. Когда Харрис и Уотсон встретились в матче, им обоим засчитали поражение, так как они дрались за пределами арены, что привело к матчу без дисквалификации, который Харрис проиграл. Вражда закончилась в октябре, когда Харрис победил Уотсона в матче с дровосеками.

#### The Nexus (2010—2011)

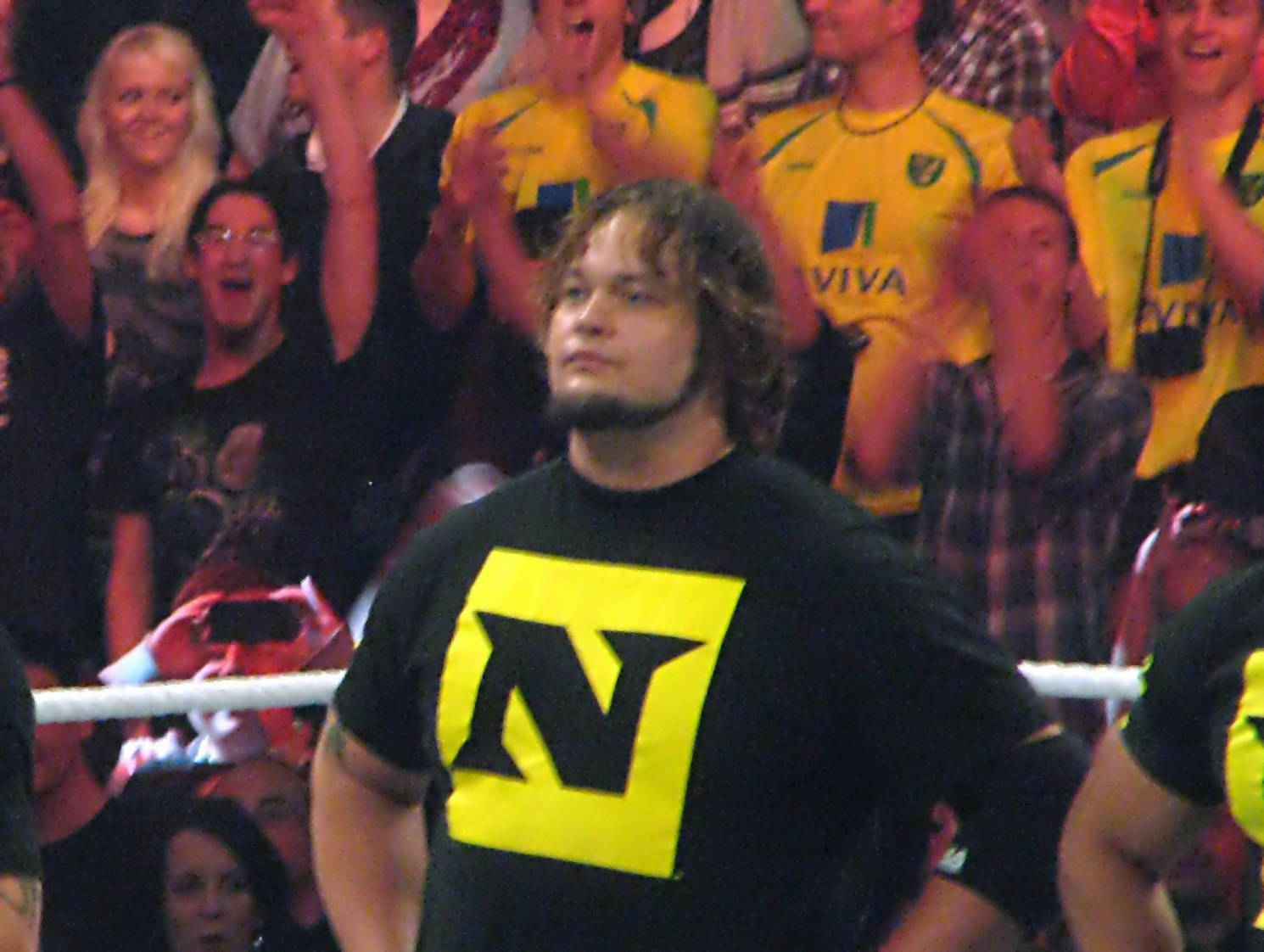
Ротунда в образе Хаски Харриса во время его пребывания в составе группировки The Nexus в ноябре 2010 года

4 октября на шоу Hell in a Cell замаскированные Харрис и Майкл Макгилликатти вмешались в матч между Джоном Синой и Уэйдом Барреттом и помогли Барретту победить, вынудив Сину, согласно предматчевому условию, вступить в группировку Барретта The Nexus. Личности Харриса и Макгилликатти были раскрыты в следующем выпуске Raw, однако Барретт заявил, что не просил их о помощи и отказался сделать их постоянными членами The Nexus. На следующей неделе на шоу Raw Харрис и Макгилликатти лишили Сину победы в матче с Мизом, что побудило Барретта дать им возможность получить членство в The Nexus. На выпуске Raw 18 октября Харрис и Макгилликатти не смогли получить место в группировке, проиграв в командном матче Сине и Рэнди Ортону. Несмотря на поражение, Харрис и Макгилликатти были приняты в The Nexus на следующей неделе на шоу Raw.

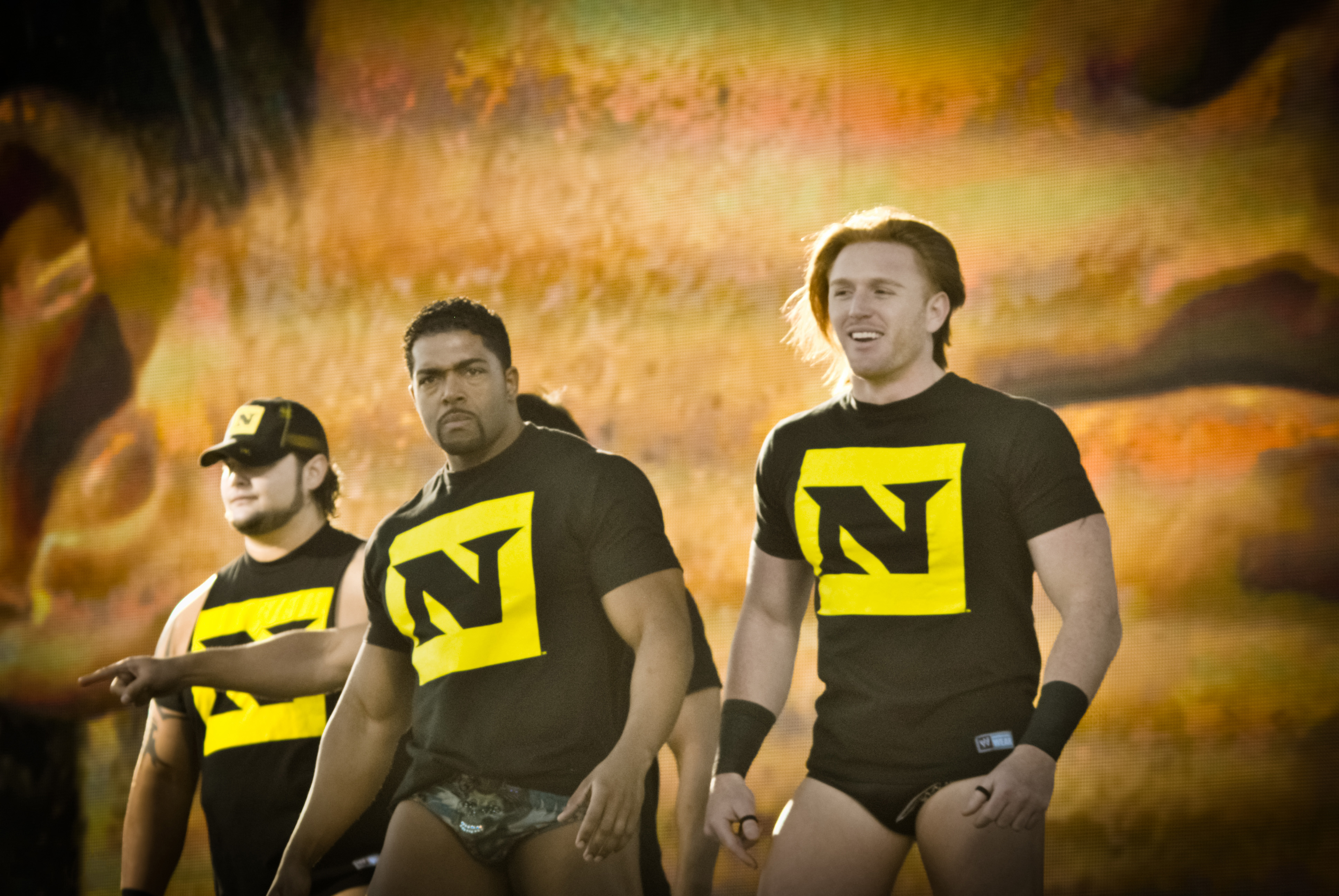
Харрис (слева) с Дэвидом Отунгой (в центре) и Хитом Слейтером (справа) в составе The Nexus в декабре 2010 года

В январе 2011 года Си Эм Панк возглавил The Nexus, и каждый из её членов прошёл инициацию. Харрис прошёл инициацию, получив порку от остальных членов группировки и разрешение остаться в составе The New Nexus вместе с Панком, Макгилликатти и Дэвидом Отунгой. На выпуске Raw от 31 января Харрис и Макгилликатти безуспешно боролись с Сантино Мареллой и Владимиром Козловым за звание командных чемпионов WWE, после чего Ортон напал на них в рамках своего противостояния с Nexus и ударил Харриса ногой по голове, после чего Харрис был вычеркнут из телевизионных шоу.

#### Возвращение в FCW (2011—2012)
После атаки Ортона на Raw Ротунда вернулся в FCW и в марте 2011 года принял образ Акселя Маллигана в хоккейной маске, но этот персонаж так и не появился на телешоу FCW, и Ротунда продолжил выступать на FCW TV в образе Хаски Харриса. В августе 2011 года Харрис стал участником вражды своего брата Бо (в то время чемпиона FCW в тяжёлом весе) с Лаки Кэнноном и Дэмиеном Сэндоу. Позже братья объединились и победили Кэннона и Сэндоу. Позже Харрис высказал своё недовольство отношениями Бо с Аксаной, а когда Бо получил травму ноги, его титул был освобождён и для определения нового чемпиона был организован турнир, в ходе которого Харрис победил Биг И Лэнгстона и вышел в финал — четырёхсторонний матч против Дина Эмброуза, Лео Крюгера и Дэмиена Сэндоу, который он проиграл после того, как Ричи Стимбот (который был на ринге и целился в Эмброуза) нанёс суперкик по Харрису вместо него. Несмотря на то, что Аксане удалось заставить Стимбота снова напасть на Харриса, он все же выиграл трёхсторонний матч против Эмброуза и Сэндоу и получил право на матч за звание чемпиона Флориды FCW в тяжёлом весе с Крюгером, который Харрис проиграл, отвлёкшись на вмешательство Стимбота. В результате Харрис и Стимбот начали враждовать, и их первый матч закончился без результата. Позже Крюгер победил их в трёхстороннем матч и сохранил титул. Однако Харрис победил Стимбота в матче без правил. После того как пара продолжила часто нападать друг на друга, они были отстранены от участия в шоу на 30 дней. После возвращения Харрис победил Стимбота в матче с бычьей верёвке, что положило конец их вражде. 2 февраля 2012 года Харрис и Бо Ротундо победили Брэда Мэддокса и Элая Коттонвуда и во второй раз завоевали вакантный титул командных чемпионов Флориды FCW. Они успешно защитили титул против Антонио Сезаро и Александра Русева, но 15 марта проиграли Кори Грейвзу и Джейку Картеру.

#### «Семья Уайатта» (2012—2014)

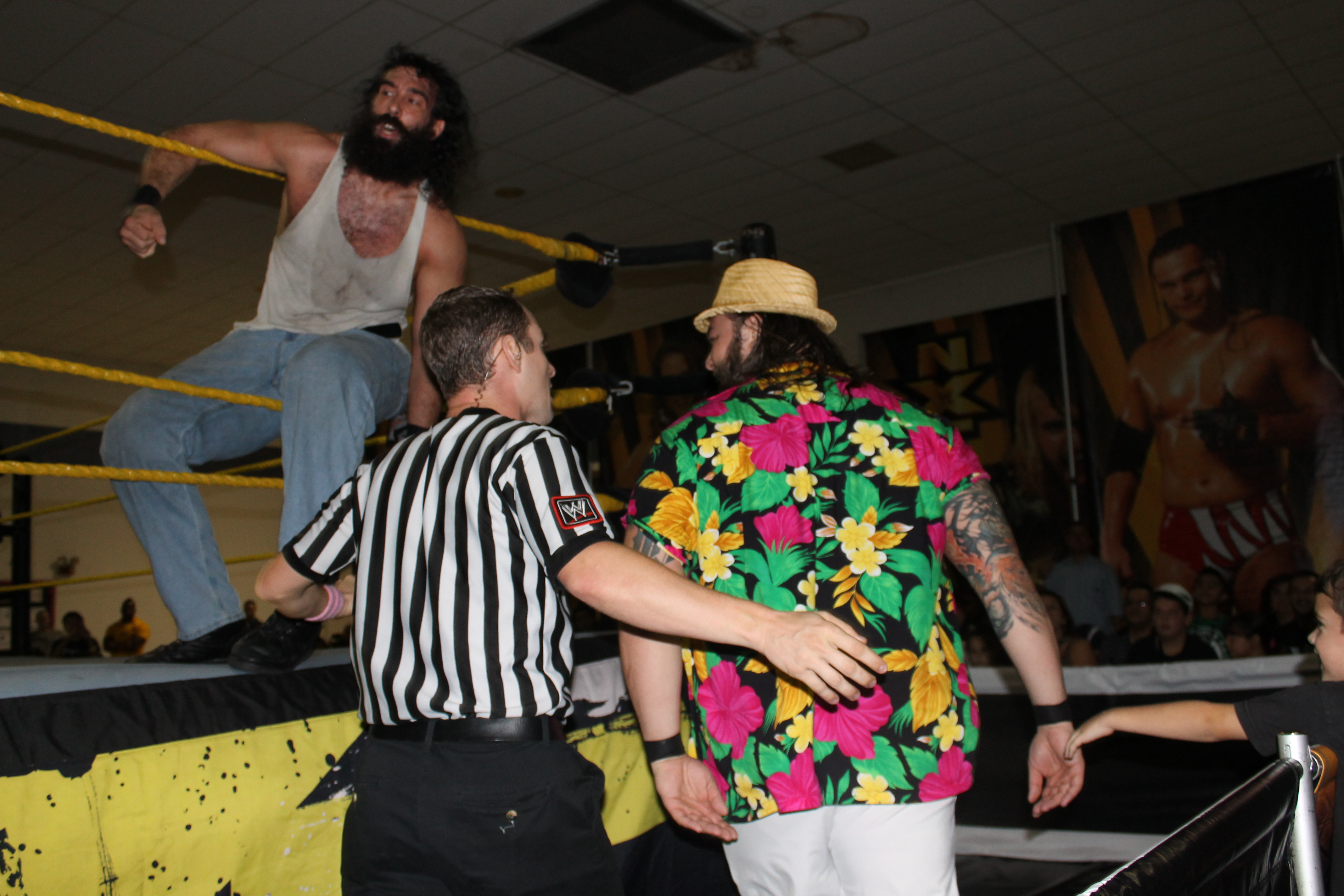
Брэй Уайатт и Люк Харпер на шоу NXT в октябре 2012 года

В апреле 2012 года Ротунда получил имя Брэй Уайатт, которое первоначально ассоциировалось с Элаем Коттонвудом в FCW. Когда WWE провела ребрендинг FCW в рестлинг NXT, Брэй Уайатт дебютировал в эпизоде обновлённого формата NXT от 11 июля 2012 года, записанный в Full Sail University, где он победил Эйдена Инглиша. В июле Уайатт получил разрыв грудной мышцы, и ему потребовалась операция. Несмотря на травму, Уайатт продолжал выступать на NXT, а в ноябре основал группировку, известную как «Семья Уайатта», первым «сыном» которой стал Люк Харпер, а вторым — Эрик Роуэн. Свой первый матч после травмы Уайатт провёл 21 февраля 2013 года в эпизоде NXT, где он победил Йоши Татсу. Своё первое поражение Уайатт потерпел 13 марта в эпизоде NXT, проиграв Бо Далласу. В эпизоде NXT от 2 мая Уайатт проиграл Крису Джерико. На эпизоде NXT от 8 мая Харпер и Роуэн победили Эдриана Невилла и Оливера Грея и завоевали титул командных чемпионов NXT. В эпизоде NXT от 17 июля (запись которого была сделана 20 июня) Харпер и Роуэн проиграли Невиллу и Кори Грейвзу, потеряв титул.

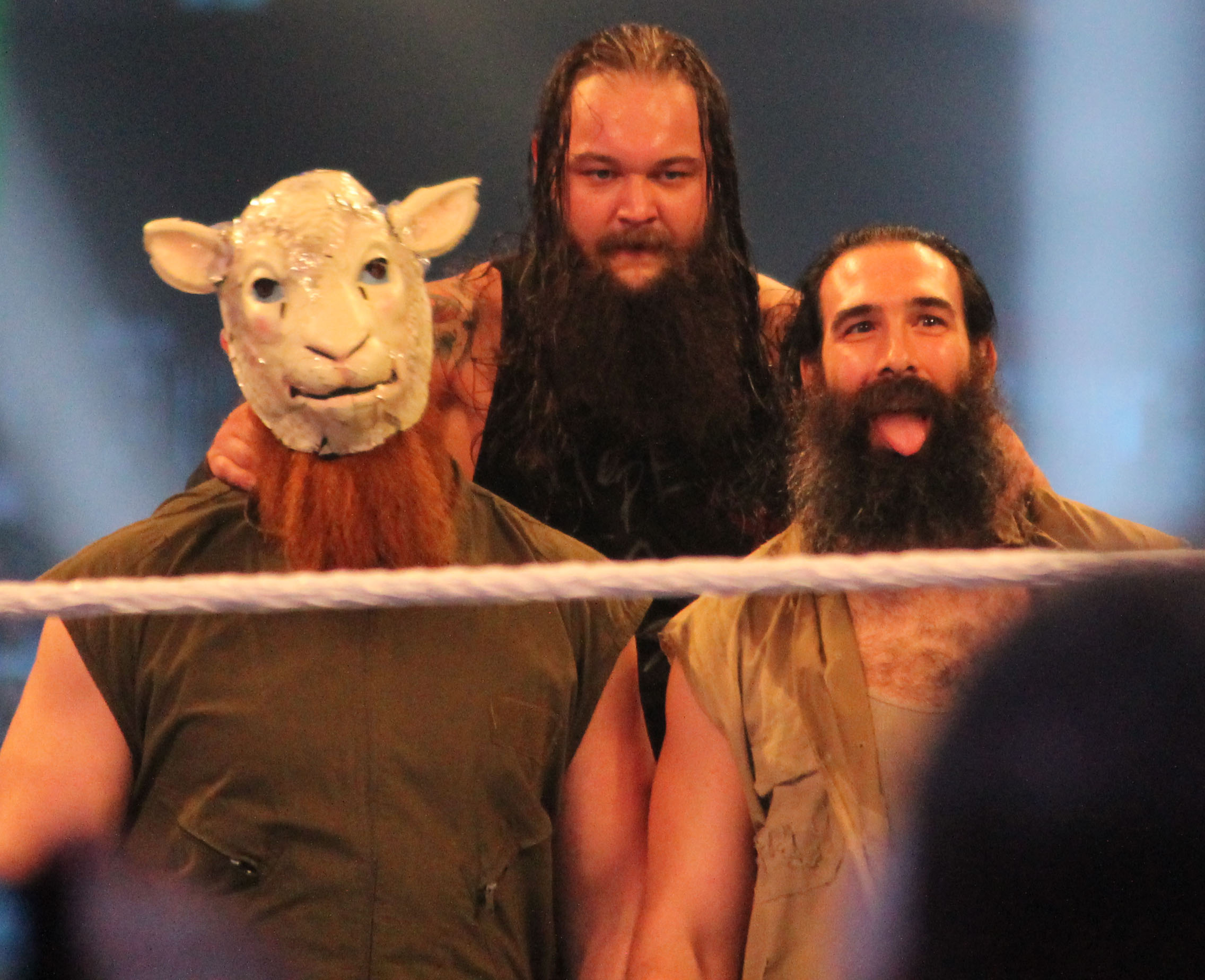
«Семья Уайатта" на WrestleMania ХХХ, Уайатт в центре

В эпизоде Raw от 27 мая WWE показала ролики, рекламирующие предстоящий дебют «Семьи Уайатта». В них было показано происхождение семьи из глубинки и Роуэн в маске барашка. В эпизоде Raw от 8 июля «Семья Уайатта» дебютировала, напав на Кейна. Семья продолжила нападать на таких рестлеров, как R-Truth, Джастин Гэбриэл, Дрю Макинтайр, Хит Слейтер и Джиндер Махал, посылая Кейну загадочные сообщения с просьбой «следовать за канюками». После очередного нападения Кейн вызвал Уайатта на свой первый матч в основном ростере, матч «Огненный ринг» на SummerSlam 18 августа 2013 года, который он выиграл после вмешательства Харпера и Роуэна. После матча Харпер и Роуэн снова напали на Кейна и унесли его. Следующей целью Уайатта стал Кофи Кингстон, которого он победил на Battleground 6 октября.
Харпер и Роуэн проиграли Си Эм Панку и Дэниелу Брайану на Survivor Series 24 ноября. «Семья Уайатта» победила Брайана в матче с гандикапом на TLC: Tables, Ladders & Chairs 15 декабря. На последнем Raw 2013 года Брайан победил Харпера и Роуэна в гаунтлет-матче, чтобы встретиться с Уайаттом, но они вмешались, создав дисквалификацию, и напали на него, пока Брайан не сдался и не присоединился к группировке. Уайатт наказал Брайана после того, как они не добились успеха, в результате чего Брайан напал на других членов «Семьи» на эпизоде Raw 13 января, выйдя из группировки. На Royal Rumble 26 января Уайатт победил Брайана. Позже, в тот же вечер, «Семья Уайатта» лишила Джона Сину победы в матче за звание чемпиона мира WWE в тяжёлом весе против Рэнди Ортона, после чего «Семья» напала на Сину. В эпизоде Raw от 27 января «Семья Уайатта» напала на Брайана, Сину и Шимуса во время отборочного матча в Elimination Chamber против «Щита», в результате чего команда Брайана победила по дисквалификации, а «Щит» потерял шанс попасть в Elimination Chamber. На шоу 23 февраля «Семья Уайатта» победила «Щит». Позже они вмешались в матч Elimination Chamber, что привело к выбыванию Сины.

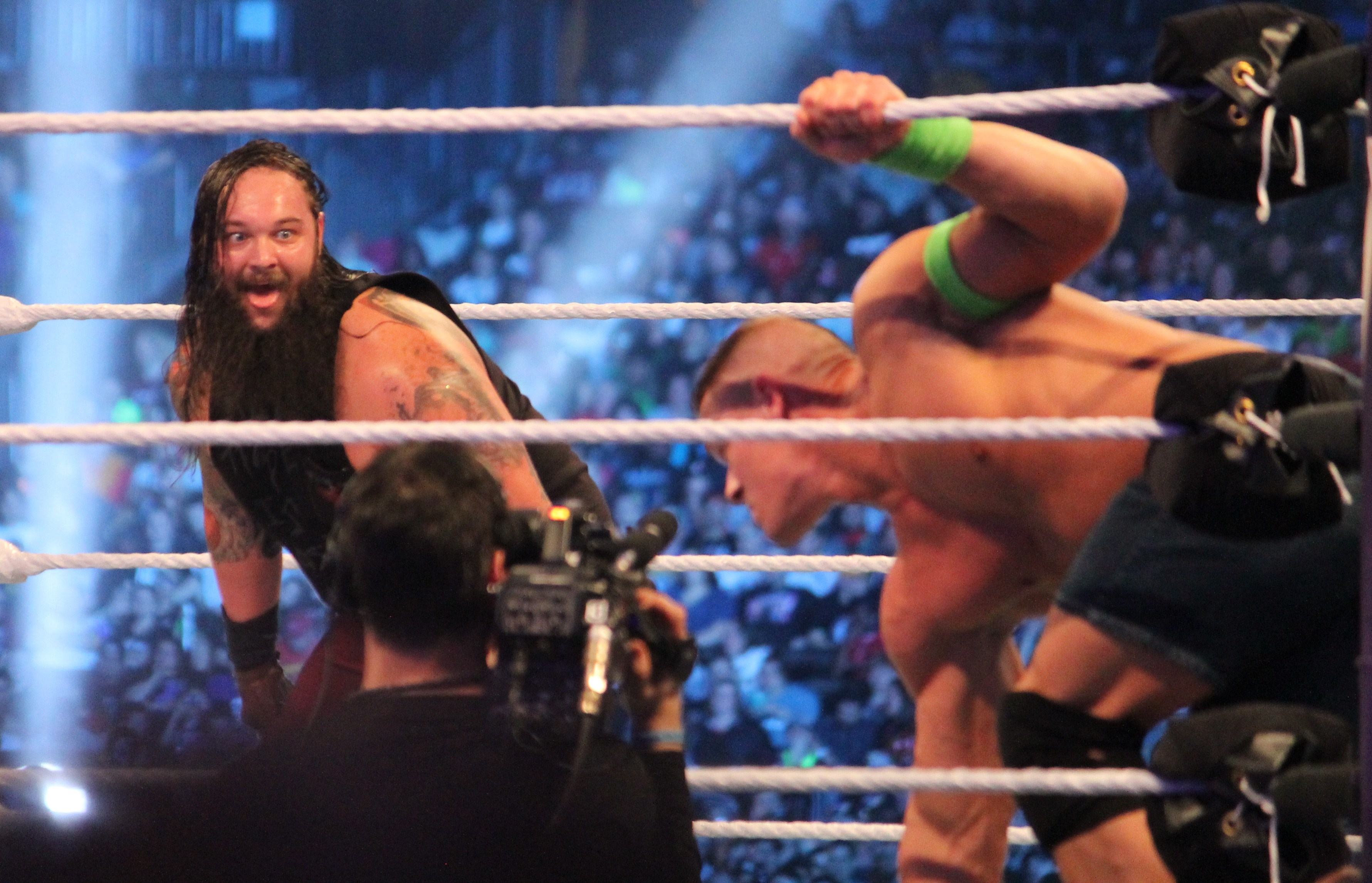
Уайатт встретится с Джоном Синой на WrestleMania XXX в апреле 2014 года

После Elimination Chamber Уайатт стал враждовать с Синой, желая доказать, что героизм Сины — это прикрытие, характерное для «эпохи лжи», а также пытаясь превратить Сину в «монстра». Уайатт принял вызов Сины на матч на WrestleMania, но Сина успешно противостоял желанию стать «монстром» и, преодолев вмешательство Харпера и Роуэна, победил Уайатта на WrestleMania XXX 6 апреля, что стало первым поражением Уайатта удержанием в основном ростере WWE. Вражда продолжилась и после WrestleMania XXX на основе версии о том, что Уайатт захватывает фанбазу Сины, примером чего стало то, что Уайатт вывел на ринг детский хор на эпизоде Raw 28 апреля, а дети впоследствии надели маски овец. На Extreme Rules 4 мая Уайатт победил Сину в матче в стальной клетке после неоднократного вмешательства членов «Семьи» и «демонического» ребёнка. Вражда Сины и Уайатта продолжилась, и 1 июня на Payback был назначен матч Last Man Standing, в котором Сина замуровал Уайатта под несколькими ящиками с оборудованием, чтобы выиграть матч и положить конец вражде. В эпизоде SmackDown от 13 июня Уайатт победил Дина Эмброуза и получил право на участие в матче Money in the Bank за вакантный титул чемпиона мира WWE в тяжёлом весе, который состоялся 29 июня и в котором победил Сина.
На следующий вечер на Raw «Семья Уайатта» атаковала вернувшегося Криса Джерико. Это привело к матчам между Уайаттом и Джерико на Battleground 20 июля, который Джерико выиграл, и на SummerSlam 17 августа, где Уайатт выиграл матч-реванш, несмотря на то, что Харперу и Роуэну было запрещено находиться у ринга. Вражда с Джерико закончилась на выпуске Raw от 8 сентября, когда Уайатт выиграл матч в стальной клетке, выбравшись из неё.

#### «Новое лицо страха» (2014—2015)

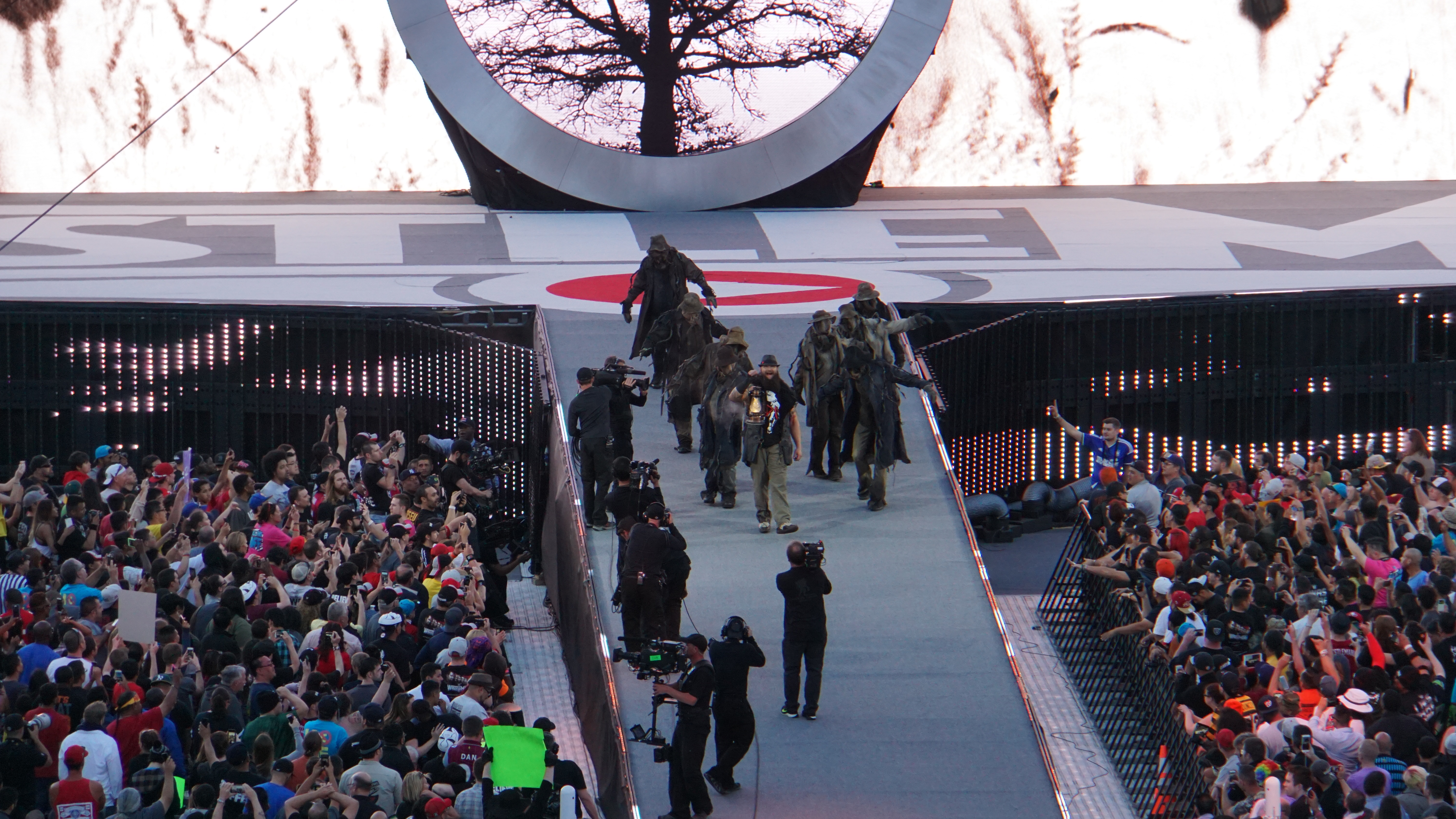
Выход Уайатта на WrestleMania 31

Начиная с 29 сентября, в роликах показывали, как Уайатт «освобождает Харпера и Роуэна». Уайатт вернулся один на шоу Hell in a Cell 26 октября во время главного события между Дином Эмброузом и Сетом Роллинсом, что стоило Эмброузу победы. В последующие недели Уайатт издевался над Эмброузом, предлагая «исправить» его, как он сделал это с Харпером и Роуэном. 23 ноября на Survivor Series Уайатт победил Эмброуза по дисквалификации после того, как Эмброуз использовал стальной стул для нападения на Уайатта. На TLC: Tables, Ladders & Chairs 14 декабря Уайатт победил Эмброуза в матче TLC. Уайатт снова победил Эмброуза на Raw 22 декабря в поединке «Чудо на 34-й улице». Кульминацией вражды стал матч c машинами скорой помощи, состоявшийся 5 января 2015 года на Raw, в котором Уайатт одержал победу, фактически положив конец их вражде.
На Royal Rumble 25 января Уайатт участвовал в «Королевской битве» под номером 5 и продержался почти 47 минут, выбросив шесть других рестлеров, после чего был выброшен Биг Шоу и Кейном. После Royal Rumble Уайатт начал серию загадочных речей, называя себя «Новым лицом страха»; на Fastlane 22 февраля Уайатт вылез из гроба и бросил вызов Гробовщику на матч на WrestleMania 31 29 марта, который Гробовщик принял, но Уайатт не смог победить его. Уайатт победил Райбека на Payback 17 мая.

#### Возвращение «Семья Уайатта» (2015—2017)
На Money in the Bank 14 июня Уайатт вмешался в матч Money in the Bank и атаковал Романа Рейнса (победившего его в квалификационном матче на Raw), когда Рейнс был близок к тому, чтобы забрать кейс. На Battleground 19 июля Уайатт победил Рейнса с помощью бывшего члена «Семьи Уайатта» Люка Харпера, тем самым реформировав команду (без травмированного Эрика Роуэна, который вскоре вернулся). На SummerSlam 23 августа Уайатт и Харпер проиграли Рейнсу и Эмброузу. На следующий вечер на шоу Raw Уайатт представил нового члена «Семьи Уайатта» по имени Брон Строуман, который атаковал Эмброуза и Рейнса. На Night of Champions 20 сентября «Семья Уайатта» победила Рейнса, Эмброуза и Джерико. На Hell in a Cell 25 октября Уайатт проиграл Рейнсу в матче «Ад в клетке», что положило конец их вражде; позже тем же вечером «Семья Уайатта» напала на Гробовщика и унесла его за кулисы, возобновив их вражду. На следующий вечер на шоу Raw Уайатт столкнулся с бывшим соперником Кейном, на которого напала «Семья» и также унесла его за кулисы. В эпизоде Raw 9 ноября «Братья Разрушения» вернулись и напали на «Семью Уайатта». На Survivor Series 22 ноября Уайатт и Харпер проиграли «Братьям Разрушения».

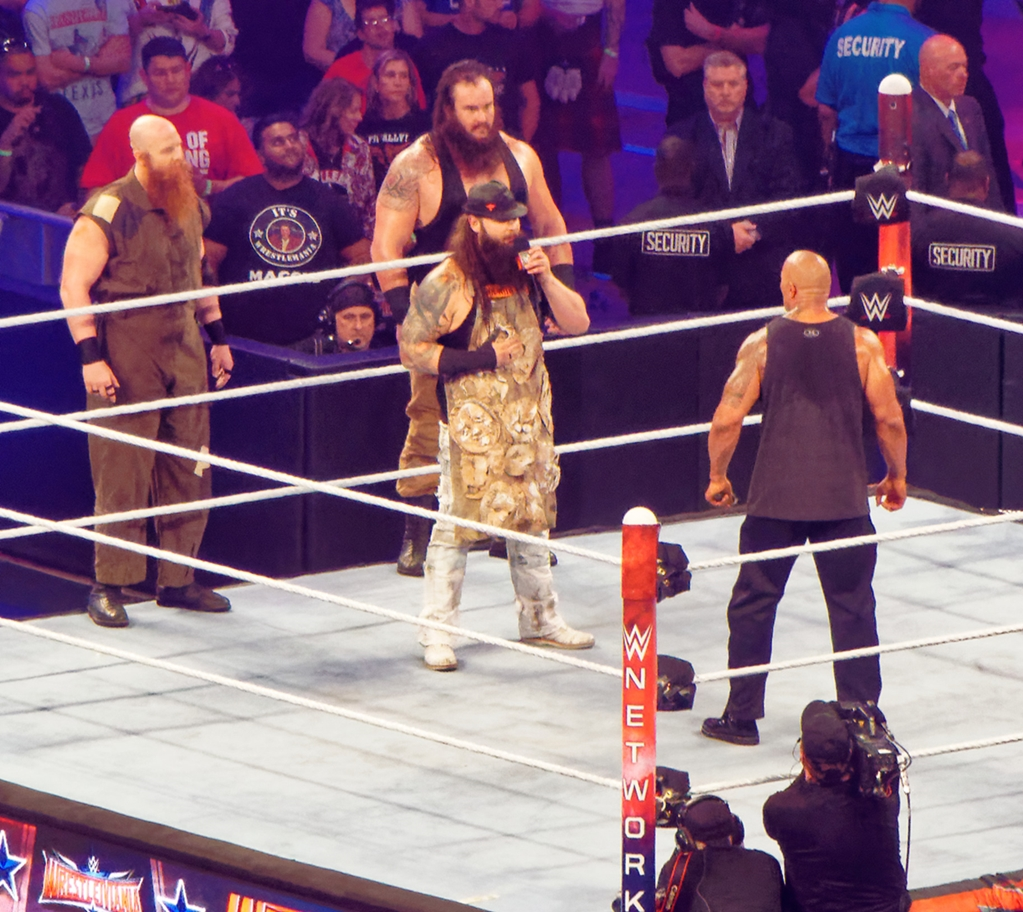
«Семья Уайатта" со Скалой на WrestleMania 32

На TLC: Tables, Ladders & Chairs 13 декабря «Семья Уайатта» победила «команду ECW» в матче за столами на выбывание восьми человек. 12 марта на Roadblock Уайатт и Люк Харпер проиграли Броку Леснару в матче с гандикапом. 3 апреля на WrestleMania 32 «Семья Уайатта» столкнулась со Скалой, который победил Роуэна в импровизированном матче за шесть секунд. В эпизоде Raw от 4 апреля «Семья Уайатта» атаковала «Лигу наций», что положило начало необъяснимой вражде между двумя группировками и показало признаки разворота группировку в сторону фейсов. 13 апреля во время матча с Рейнсом на шоу в Италии Уайатт получил травму правой икры и был снят с европейского тура WWE. Эта травма преждевременно положила конец вражде. «Семья Уайатта» вернулась на Raw 20 июня, начав вражду с командными чемпионами WWE «Новым днем», которые прервали Уайатта во время его ответной речи, вернув группировку обратно в хилы. Впоследствии «Новый день» столкнулись с «Семьёй» в их доме, после чего «Семья» победила их на Battleground 24 июля. На драфте WWE 2016 года Уайатт и Роуэн были выбраны на бренд SmackDown, а Строуман — на бренд Raw.

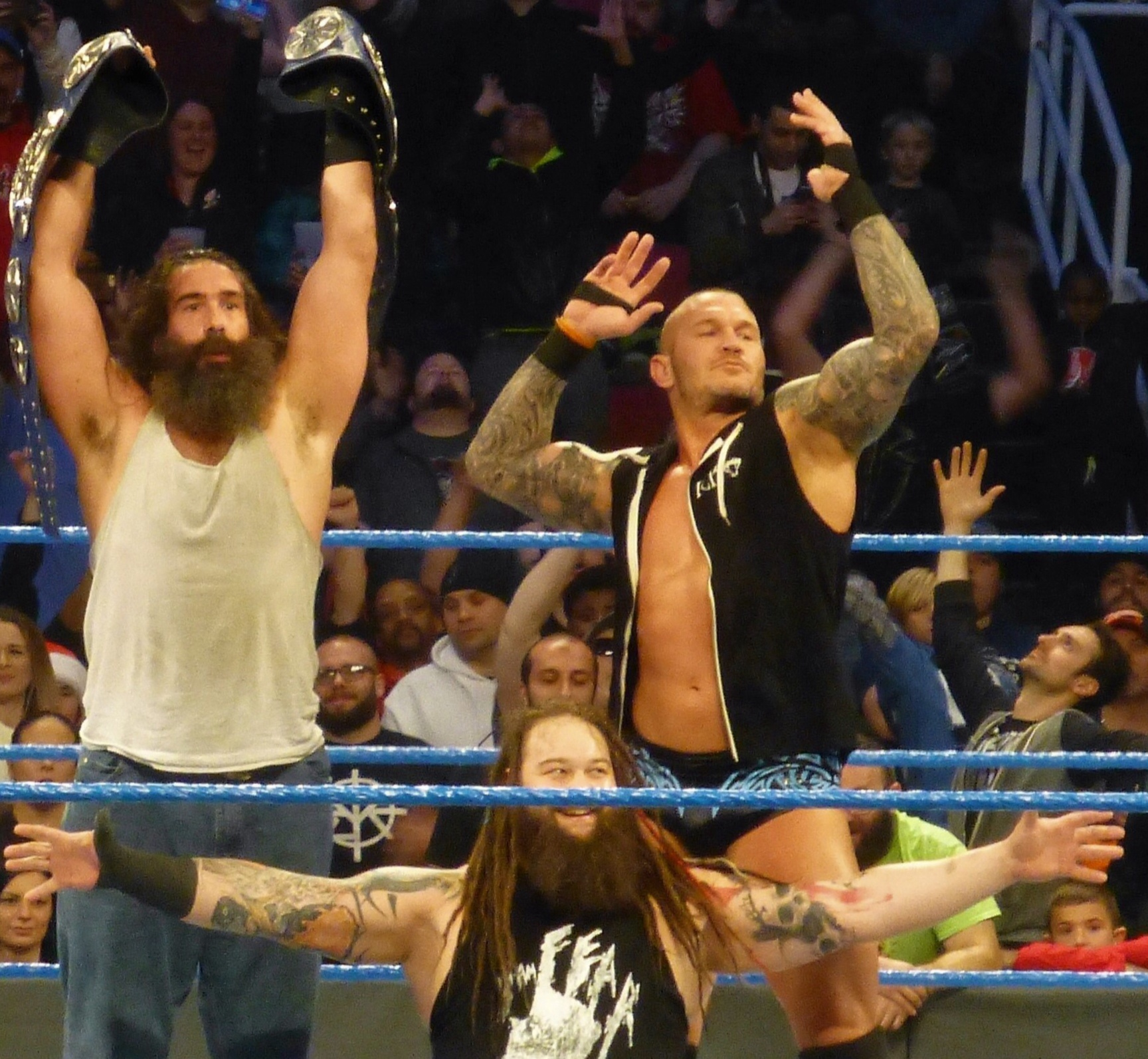
Новая «Семья Уайатта» в качестве командных чемпионов WWE SmackDown: (слева направо) Люк Харпер, Брэй Уайатт и Рэнди Ортон

На выпуске SmackDown 16 августа Уайатт ушёл от Роуэна после того, как тот проиграл свой матч против Дина Эмброуза, оставив маску Роуэна на кресле-качалке. Уайатт столкнулся с Рэнди Ортоном, которого он назвал «повреждённым», и вызвал его на матч на Backlash, который Ортон принял 30 августа на выпуске SmackDown. На Backlash 11 сентября Уайатт атаковал Ортона перед матчем и выиграл его по решению судьи. Затем Уайатт встретился с Кейном в матче без правил, который он проиграл из-за вмешательства Ортона. Затем Ортон вызвал Уайатта на ещё один матч на No Mercy 9 октября, который тот принял и выиграл с помощью вернувшегося Харпера. В эпизоде SmackDown от 25 октября Ортон вмешался в матч с Кейном от имени Уайатта и присоединился к «Семье Уайатта».
На Survivor Series 20 ноября Уайатт и Ортон стали единственными выжившими членами команды SmackDown в традиционном матче Survivor Series после того, как Ортон спас Уайатта от Романа Рейнса. После этого пара сосредоточилась на том, чтобы остановить наступление «Американских Альфа» и, в большей степени, захватить титул командных чемпионов WWE SmackDown, победив их в матче за звание претендентов № 1. На Tables, Ladders & Chairs 4 декабря они отвоевали чемпионский титул у Хита Слейтера и Райно, что стало первым чемпионством Уайатта в WWE. Уайатт и Ортон удержали титул против бывших чемпионов в эпизоде SmackDown 6 декабря, но в эпизоде 27 декабря Ортон и Люк Харпер (защищавшие титул по правилу «Вольных птиц») уступили его «Американским Альфа». Это стало причиной разногласий между Харпером и Ортоном, которые столкнулись друг с другом в эпизоде SmackDown 24 января 2017 года, который выиграл Ортон, в результате чего Уайатт провёл Харперу приём «Сестра Эбигейл», изгнав его из группировки. 29 января Уайатт вышел на матч «Королевская битва» под номером 21 и продержался до финальной тройки: Уайатт и Ортон объединились против Романа Рейнса, который в итоге устранил Уайатта, но сам был устранён Ортоном, который таким образом выиграл матч и титульный поединок на WrestleMania.
12 февраля на Elimination Chamber Уайатт завоевал титул чемпиона WWE, победив Джона Сину, Эй Джей Стайлза, Миза, Дина Эмброуза и Барона Корбина в матче Elimination Chamber; это был первый одиночный титул в карьере Уайатта и первый титул чемпиона мира в его карьере. В связи с этим возникла вероятность того, что Ортон бросит вызов своему товарищу по команде Уайатту, но на следующем SmackDown, после того как Уайатт успешно защитил титул чемпиона WWE в матче с Джоном Синой и Эй Джей Стайлзом (несмотря на предматчевое нападение Харпера), Ортон заявил о своей верности Уайатту и отказался встречаться с ним на WrestleMania 33. Однако выяснилось, что это была уловка, так как две недели спустя Ортон уничтожил лагерь «Семьи Уайатта», включая могилу сестры Эбигейл, и 2 апреля победил Уайатта на WrestleMania 33, завершив 49-дневное чемпионство Уайатта. 10 апреля Уайатт был переведён на бренд Raw в рамках «Встряски суперзвёзд»; матч-реванш за титул на Payback 30 апреля, анонсированный как «Дом ужасов», был заменён на матч без титула на кону; Уайатт победил Ортона после того, как ему помог Джиндер Махал, положив конец их вражде.

#### «Удалители миров» (2017—2018)
На Extreme Rules 4 июня Уайатт не смог стать претендентом № 1 на титул чемпиона Вселенной WWE в пятистороннем матче, который выиграл Самоа Джо. После того как Сет Роллинс был представлен на обложке игры WWE 2K18, Уайатт выбрал его в качестве цели и победил его на Great Balls of Fire 9 июля и на следующем Raw. После этого Уайатт начал вражду с Финном Балором, в результате чего на SummerSlam 20 августа состоялся матч между ними, в котором Балор одержал победу, выступая в образе «Короля демонов». Уайатт снова проиграл Балору на No Mercy 24 сентября. Третий матч должен был состояться на TLC: Tables, Ladders & Chairs 22 октября, но Уайатт не смог принять участие в нём из-за болезни и был заменён на Эй Джей Стайлза, что положило конец вражде между Уайаттом и Балором. Уайатт вернулся на эпизоде Raw 13 ноября и проиграл Джейсону Джордану.

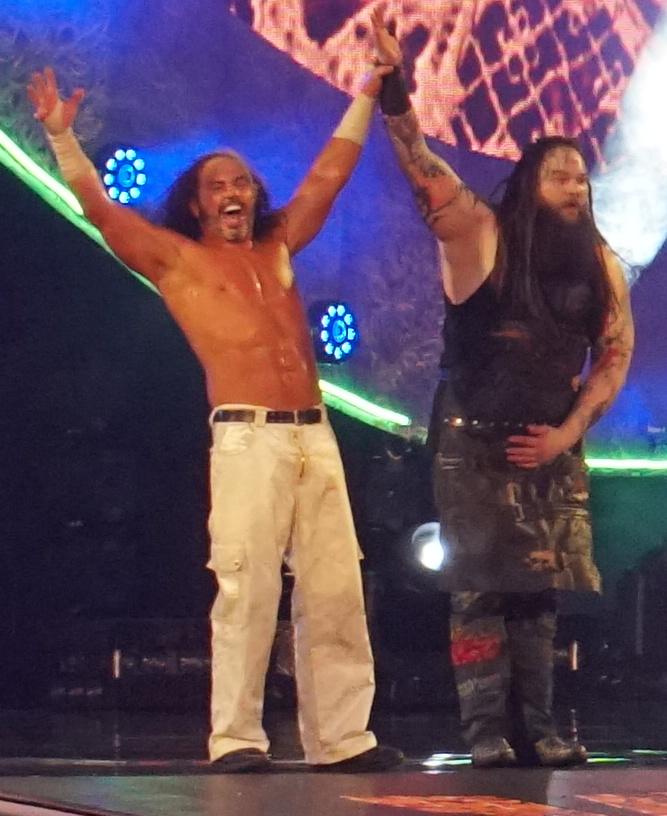
Уайатт и Мэтт Харди на WrestleMania 34

В ноябре Уайатт начал вражду с Мэттом Харди, в результате чего у Харди вновь появился образ «Сломленный». 22 января 2018 года на шоу в честь 25-летия шоу Raw они снова сразились, и Уайатт одержал победу. 28 января Уайатт вышел на матч «Королевская битва» под номером 8, но не смог победить, так как Уайатт и Харди одновременно выбросили друг друга. На Elimination Chamber 25 февраля Уайатт проиграл Харди. На выпуске Raw от 19 марта, после проигрыша Харди в матче «Предельное удаление», Уайатт был брошен в «Озеро реинкарнации», где и исчез. 8 апреля на WrestleMania 34 Уайатт вернулся и стал фейсом, после того как вмешался в Королевскую битву памяти Андре Гиганта и помог Харди победить. Они объединились в команду и 27 апреля завоевали вакантный командных чемпионов WWE Raw на Greatest Royal Rumble, победив Сезаро и Шимуса. В своей первой защите титулов на PPV 15 июля на шоу Extreme Rules они проиграли команде B-Team (Бо Даллас и Кертис Аксель). В эпизоде Raw 23 июля они потребовали реванша с B-Team, но безуспешно. Вскоре после этого Харди взял отпуск, чтобы залечить свои травмы, и распустил команду. Причиной расформирования команды стало то, что они предложили WWE несколько идей для работы с их персонажами.

#### «Домик развлечений светлячка» и Изверг (2019—2021)
В апреле 2019 года в эфире WWE стали появляться зловещие ролики, изображающие страшную куклу-канюка, куклу-ведьму и другие игрушки. Позже в том же месяце Уайатт начал появляться в заранее записанных сегментах в качестве ведущего сюрреалистической детской передачи «Домик развлечений светлячка», с другой причёской, короткой бородой и более стройным телосложением. В сегментах выступали вышеупомянутые марионетки — канюк Мерси (отсылка к Уэйлону Мерси, вдохновителю предыдущего образа Уайатта) и ведьма Эбби, позже появились кролик Рамблин и мальчик-свинья Хаскус (последний — отсылка к предыдущему образу Уайатта — Хаски Харрису), а также иногда появлялся Мистер Макмэн. В первом сегменте Уайатт уничтожил бензопилой картонную фигуру своего прежнего «я», радостно заявив зрителям, что для того, чтобы он «осветил путь», им нужно лишь «впустить меня». Сегменты «Домик развлечений светлячка» стали более зловещими: в одном из них Уайатт нарисовал картину, чтобы «выразить свои подавленные чувства». Это была картина сожжения семейного дома Уайатта с сестрой Эбигейл внутри — отсылка к его противостоянию с Рэнди Ортоном на WrestleMania 33. Другая картина изображала его на пикнике с детьми без выражения лица, а ещё одна показывала, что Уайатт умеет управлять своей тьмой. Затем он появился в более зловещей одежде и демонической маске — в образе Изверга, который появился, чтобы «защищать нас».

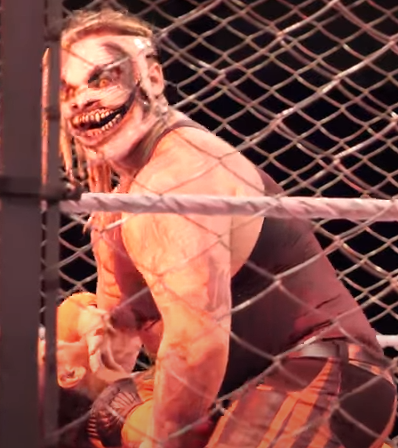
Изверг участвует в матче в 2019 году

На эпизоде Raw от 15 июля Уайатт в образе Изверга атаковал своего предыдущего соперника Финна Балора, вновь утвердив себя в роли хила. На SummerSlam 11 августа Изверг быстро победил Балора. В течение следующих нескольких недель Изверг атаковал нескольких членов Зала славы WWE и легенд, включая Курта Энгла, Джерри Лоулера, Кейна и Мика Фоли, а также перенял у Фоли его финишный приём — Mandible Claw. Затем он начал вражду с чемпионом Вселенной WWE Сетом Роллинсом, напав на него 15 сентября на шоу Clash of Champions. На Hell in a Cell 6 октября они встретились в матче «Ад в клетке», но матч закончился остановкой рефери после того, как Изверг был погребён под несколькими орудиями и получил удар кувалдой от Роллинса. Несмотря на то, что матч закончился, Изверг поднялся, когда его осмотрели официальные лица, догнал Роллинса и снова вывел его из строя проведя Mandible Claw. Этот финиш был примечателен реакцией болельщиков, которые громко освистывали его и скандировали негативные слова. После того как в ходе драфта 2019 года он был выбран на SmackDown, Изверг победил Роллинса 31 октября на шоу Crown Jewel в матче с удержаниями где-угодно и завоевал титул чемпиона Вселенной WWE. Впоследствии титул был передан на SmackDown, так как Уайатт стал участником этого бренда.
После завоевания титула Уайатт представил два новых дизайна поясов: первый, который носил его персонаж в «Домике развлечений светлячка», был синего цвета в знак перехода титула на SmackDown, а второй — индивидуальный пояс для Изверга. На нём вместо центральной пластины было изображено его лицо на чёрно-красном потёртом кожаном ремне, а также фразы «Вред», «Исцеление» и «Впусти меня» на ремне. Уайатт сохранил титул в бою с Дэниелом Брайаном 24 ноября на Survivor Series. После того, как Брайан согласился на реванш на следующем SmackDown, Изверг напал на Брайана и вырвал ему волосы. Поскольку Брайан отсутствовал на следующей неделе, Уайатт начал короткую вражду с Мизом, кульминацией которой стал матч без титула на TLC: Tables, Ladders & Chairs 15 декабря, где Уайатт, впервые выступавший в образе из «Домика развлечений светлячка», победив Миза. После матча Брайан с короткой стрижкой и бородой вернулся и напал на Уайатта. На Royal Rumble 26 января 2020 года Изверг победил Брайана в матче за титул, положив конец их вражде.
На выпуске SmackDown 7 февраля Голдберг, член Зала славы WWE, в ходе экранного интервью бросил вызов Извергу на бой за титул чемпиона Вселенной WWE, который был запланирован на шоу Super ShowDown 27 февраля, где персонаж Изверга потерпел своё первое поражение, завершив своё чемпионство в 118 дней. На следующий вечер на шоу SmackDown Изверг столкнулся с вернувшимся Джоном Синой и вызвал его на матч на WrestleMania 36, который Сина принял — реванш с WrestleMania XXX 2014 года. Во второй день мероприятия 5 апреля вместо традиционного рестлинг-матча они встретились в сюрреалистическом ролике, где были разыграны моменты из истории Уайатта и Сины. В итоге Изверг победил Сину, что стало первой и единственной победой Уайатта на WrestleMania.
В эпизоде SmackDown от 10 апреля Уайатт бросил вызов новому чемпиону Вселенной WWE Брону Строумену, который завоевал этот титул на WrestleMania 36. 10 мая на Money in the Bank был назначен матч за титул, который Уайатт (в образе персонажа из «Домика развлечений светлячка») проиграл. Он вернулся в сегменте «Домик развлечений светлячка» на эпизоде SmackDown 19 июня, чтобы противостоять Строумену, представив свой оригинальный образ «Пожиратель миров» и возобновив их соперничество. 19 июля на The Horror Show at Extreme Rules Уайатт победил Строумена в нетитульном матче под названием «Болотный бой Уайатта». На эпизоде SmackDown 31 июля Изверг напал на Алексу Блисс, к которой Строумен испытывал симпатию. Две недели спустя, после того как Строумен атаковал Блисс, Изверг, похоже, попытался помочь Блисс. На SummerSlam 23 августа Изверг победил Строумена и во второй раз завоевал титул чемпиона Вселенной WWE. После матча на них напал вернувшийся Роман Рейнс. На Payback 30 августа Изверг защищал титул против Строумена и Рейнса, который он проиграл после того, как Рейнс удержал Строумена и завоевал титул.
В сентябре его имя на ринге было официально сокращено до Изверга, что свидетельствует о полной трансформации того, что раньше считалось альтер-эго Уайатта. В эпизоде SmackDown 2 октября Изверг вернулся и напал на Кевина Оуэнса. После нападения на Оуэнса он протянул руку Алексе Блисс, которую она приняла, и ухмыльнулся, когда они исчезли. На следующей неделе Изверг провёл свой первый матч на SmackDown, победив Оуэнса. В октябре в рамках драфта 2020 года Изверг был выбран на бренд Raw. Вскоре он возобновил свою старую вражду с Рэнди Ортоном, и на шоу TLC: Tables, Ladders & Chairs 20 декабря Ортон победил Изверга в матче «Инферно светлячка», после чего поджёг его тело. На Fastlane 21 марта 2021 года Изверг вернулся в качестве твинера, с обугленной кожей и прожжённой одеждой; он атаковал Ортона «Сестрой Эбигейл» во время его межгендерного матча с Алексой Блисс, что позволило Блисс одержать победу удержанием. Ещё один поединок между Извергом и Ортоном был запланирован на WrestleMania 37. Во второй день мероприятия 11 апреля Изверг вернулся и восстановил свой прежний вид до ожогов, но во время матча появилась Блисс, и по её лицу потекла чёрная жидкость, отвлекая Изверга и позволяя Ортону победить с помощью RKO. После короткой перепалки между Извергом и Блисс свет погас, и пара исчезла. На следующем выпуске Raw Блисс заявила, что больше не нуждается в нём, а Уайатт вернулся в весёлый сегмент «Домик развлечений светлячка» и заявил, что с нетерпением ждёт начала новой жизни. Это стало последним выступлением Уайатта в WWE, и 31 июля он был уволен.

#### Возвращение и последние выступления (2022—2023)
В сентябре 2022 года WWE начала включать акапельную версию песни White Rabbit группы Jefferson Airplane на живых шоу и во время рекламных пауз телешоу, а также прятать QR-коды в различных местах эпизодов Raw и SmackDown. Каждый код приводил на сайты с изображениями, мини-играми и загадками, которые намекали на Уайатта и, по всей видимости, были связаны с предстоящим 8 октября шоу Extreme Rules. На закрытии шоу Уайатт вернулся в WWE, сопровождаемый живыми версиями своих персонажей из «Домика развлечений светлячка» и новой маской, и показал себя как человека, стоящего за загадками про «Белого кролика». В эпизоде SmackDown от 14 октября Уайатт обратился к публике, но был прерван видеороликом с персонажем в маске. В эпизоде от 28 октября его снова прервал персонаж в маске, назвавшийся Дядей Хауди. В эпизоде от 11 ноября Уайатт прервал интервью Эл Эй Найта за кулисами и напал на него, в результате чего между ними началась вражда. В последующие недели они неоднократно сталкивались друг с другом, в том числе на выпуске SmackDown 16 декабря, где Дядя Хауди появился лично и прервал атаку Найта на Уайатта на ринге. В эпизоде SmackDown от 30 декабря был анонсирован матч «Кромешная тьма» между Уайаттом и Найтом на шоу Royal Rumble, который представлял собой матч без правил, который может закончиться только удержанием или болевым. В том же эпизоде появился Хауди и атаковал Уайатта приёмом «Сестра Эбигейл», чем привёл Найта в замешательство. В эпизоде SmackDown от 20 января 2023 года вернулось шоу «Домик развлечений светлячка» и его персонажи. На шоу RAW is XXX, посвящённом 30-летию Raw, Уайатт прервал Эл Эй Найта в сегменте с Гробовщиком, в котором Гробовщик, похоже, дал Уайатту своё одобрение, что многие назвали моментом «передачи факела». На Royal Rumble Уайатт победил Найта, что стало последним телевизионным матчем Уайатта перед его смертью; после матча появился Дядя Хауди и прыгнул с возвышенной платформы на Найта, после чего произошёл взрыв, а остальные персонажи «Домика» наблюдали за происходящим с высоты платформы.
После окончания вражды с Найтом Уайатт пообещал, что его целью будет тот, кто выиграет матч между Броком Леснаром и Бобби Лэшли на Elimination Chamber, который Лэшли выиграл по дисквалификации после того, как Леснар нанёс ему удар ниже пояса. Однако после этого Уайатт тихо исчез с телеэкранов, а его сюжетная линия с Лэшли была прекращена. Позднее сообщалось, что это было связано с болезнью Уайатта в реальной жизни. Вместо этого Лэшли был добавлен в Королевскую битву памяти Андре Гиганта на SmackDown перед WrestleMania 39 и победил.
19 августа 2023 года стало известно, что после февральской борьбы с опасной для жизни болезнью Уайатт близок к возвращению. Однако всего через пять дней, 24 августа, было объявлено, что Уайатт скоропостижно скончался в возрасте 36 лет. Его матч с Эл Эй Найтом на Royal Rumble 2023 года стал последним телевизионным матчем перед смертью.

## Личная жизнь
Ротунда женился на девушке по имени Саманта, с которой у него две дочери, в 2012 году. В 2017 году она подала на развод, утверждая, что у него был роман с ринг-анонсером WWE Джо Джо Офферман. Он подал судебный запрет, заявив, что Саманта сделала «клеветнические заявления» о нём, чтобы разрушить его репутацию. Во время бракоразводного процесса она потребовала, чтобы он выплачивал ей 15 000 долларов в месяц в качестве алиментов. В конце концов, они были вынуждены прибегнуть к посредничеству в семейной практике в Тампе, Флорида. Позже стало известно, что Ротунда и Офферман вместе, и у них двое детей: сын по имени Кнаш (род. 18 мая 2019), крёстным отцом которого является рестлер Брон Строуман, и дочь по имени Хайри (род. 28 мая 2020). Ротунда и Офферман обручились 28 апреля 2022 года.

## Смерть
Ротунда скоропостижно скончался 24 августа 2023 года. Причина смерти — сердечный приступ на фоне осложнений после перенесённого коронавируса. До своей смерти Ротунда с февраля 2023 года лечился от нераскрытой болезни, которая, как сообщалось, была опасна для жизни, и до своей кончины он был близок к возвращению в WWE.

## Титулы и достижения
- Florida Championship Wrestling
  - Командный чемпион Флорида FCW (2 раза) — с Бо Ротундо[214]
- Pro Wrestling Illustrated
  - Вражда года (2010) — «Нексус» против WWE[215]
  - Самый ненавистный рестлер года (2010) — как участник «Нексус»[216]
  - Матч года (2014) — пр. Джона Сины на Payback (2014)[217]
  - PWI ставит его под № 6 в списке 500 лучших рестлеров 2014 года[218]
- Wrestling Observer Newsletter
  - Лучший образ (2013) — Семья Уайатта[219]
  - Худший образ (2017) — сестра Эбигейл[220]
  - Лучший образ (2019) — Изверг
  - Худший матч года (2014) — пр. Джона Сины на Extreme Rules (2014)
  - Худшая вражда года (2017)—  пр. Рэнди Ортона[220]
  - Худший матч года (2017) — пр. Ренди Ортона на WrestleMania 33[220]
  - Худший матч года (2019) —  пр. Сета Роллинса на Hell in Cell (2019)
  - Худшая вражда года (2019) — пр. Сета Роллинса
  - Худший образ (2020) — Изверг
  - Худшая вражда года (2020) — пр. Брона Строумэн
  - Худший матч года (2020) — пр. Брона Строумэн на The Horror Show at Extreme Rules
  - Худший матч года (2023) — пр. Эл Эй Найта на Royal Rumble (2023)
- WWE
  - Чемпион Вселенной WWE (2 раза)[221]
  - Чемпион WWE (1 раз)[222]
  - Командный чемпион WWE Raw (1 раз) — с Мэттом Харди
  - Командный чемпион WWE SmackDown (1 раз) — с Рэнди Ортоном и Люком Харпером[223]